# Lebring-Sankt Margarethen
Lebring-Sankt Margarethen är en köpingskommun i distriktet Leibnitz i förbundslandet Steiermark i södra Österrike. Kommunen har 2 281 invånare (2024).
Kommunen består av tre orter (Ortschaften) (inom parentes invånarantal 1 januari 2024):
- Bachsdorf (414)
- Lebring (1 066)
- Sankt Margarethen bei Lebring (801)